# Othon II de Nassau
Othon II de Nassau (en allemand Otto II von Nassau), né vers 1300, mort en 1350.

Armoiries d'Othon II : « écartelé :, d'azur semé de billettes d'or, au lion couronné du même, armé et lampassé de gueules (maison de Nassau), brochant sur le tout, II d'or au léopard lionné armé, lampassé et couronné d'azur (Katzenelnbogen), III de gueules à la fasce d'argent (Vianden), IV de gueules à deux léopards d'or armés, lampassés et couronnés d'azur (Dietz) ».

Il fut comte de Nassau-Dillenbourg, comte de Nassau-Siegen, comte de Nassau de 1343 à 1350.

## Famille
Fils de Henri II de Nassau et d'Adélaïde von Heinsberg-Sponheim, fille de Dietrich/Dirk/Thierry de Spanheim-Heinsberg (fils d'Agnès de Clèves-Valkenbourg-Heinsberg et d'Henri Ier de Spanheim-Heinsberg, lui-même fils de Gottfried/Godefroi III comte de Sponheim) et de Jeanne de Brabant (fille de Marie d'Oudenarde et de Godefroi de Louvain seigneur de Gaasbeek, dernier fils d'Henri Ier duc de Brabant).
Le 23 décembre 1331, Othon II de Nassau épousa la comtesse Adélaïde de Vianden (†1376), (fille du comte Philippe II de Vianden).
Quatre enfants sont nés de cette union :
- Jean Ier de Nassau-Dillenbourg, (1339-1416), comte de Nassau-Dillenbourg ;
- Henri de Nassau (†1402) ;
- Othon de Nassau (1341-1384), ecclésiastique à Mayence ;
- Adélaïde de Nassau (†1381), elle fut abbesse de Keppel.

## Biographie
À la mort d'Henri II de Nassau survenue en 1343, les possessions furent réparties entre ses deux fils. Henri de Nassau reçut la Nassau-Beilstein, Othon II de Nassau reçut les possessions de Nassau-Dillenbourg, de Nassau, de Nassau-Siegen de 1343 à 1351.
Othon II de Nassau appartint à la seconde branche de la Maison de Nassau, elle-même issue de la première branche. Cette seconde famille appartient à la tige Ottonienne, plus tard elle donna des rois aux Pays-Bas, à l'Angleterre et à l'Écosse.
Othon II de Nassau est l'ancêtre de la reine Béatrix des Pays-Bas.